# Satrup Sogn
Satrup Sogn (på tysk Kirchspiel Satrup) er et sogn i Angel i Sydslesvig, tidligere i Strukstrup Herred, senere i Satrup Herred med mindre dele i Mårkær Herred, nu i den østlige del af Midtangel i Slesvig-Flensborg Kreds i delstaten Slesvig-Holsten.
I Satrup Sogn findes flg. stednavne:
- Bondebro (Bondebrück)
- Dragerbro (en del)
- Esmark
- Esmarkholm
- Esmarkvestermark
- Esmarksøndermark
- Frikobbel
- Gruskule
- Harm
- Haddeshus (Hatteshuus)
- Hegnebjerg (Heineberg)
- Hisskov (Hißholz)
- Lille Ryde
- Kaalmark (Kohlfeld)
- Kirkeskov (Satrupkirchenholz)
- Kristelhøj
- Magerskov (Mauenholz)
- Mindgab (Mingab)
- Mølleskov
- Nakholt el. Nakskov (Nackholz)
- Obdrup (på dansk også Optrup)
- Obptrupgade
- Obtrup Skov
- Ravnkilde (angeldansk Ravnkjeld, ty. Rabenkiel)[1]
- Rebbjerg
- Rebbjergskov
- Rebbjerggade
- Risholt
- Rykobbel
- Ryde (tidligere Rydde, Rüde)
- Rydegade
- Rydeskov
- Ryde Sønderskov
- Rævekule
- Satrup
- Satrupholm
- Stisholt
- Tranholm
- Vandpyt
- Ved Rebbjerg (også Oksekobbel-Svapersgade, Rehberg)
- Ved Risholt